# Phantom -PHANTOM OF INFERNO-
『Phantom -PHANTOM OF INFERNO-』（ファントム ファントム・オブ・インフェルノ）は、2000年2月25日にニトロプラスが発売した18禁ハードボイルド系アドベンチャーゲーム。2002年に全年齢対象のDVD-VIDEO GAME版、2003年にPS2版が発売された。
2004年11月19日には、オリジナルに全年齢対象版で追加・修正されたシナリオ・グラフィック・楽曲をフィードバックし、ゲームエンジンをShockwaveからニトロプラスオリジナルのものに変更した『Phantom INTEGRATION』（ファントム インテグレーション）が発売された（18禁）。
2004年に『Phantom -PHANTOM THE ANIMATION-』というタイトルでOVA化され、2009年には『Phantom 〜Requiem for the Phantom〜』というタイトルでTVアニメ化された。
2012年10月25日、Xbox 360にてキャラクターデザインと声優をTVアニメ版に基づいた形で再リメイクされた。当初は2010年夏発売予定だった。なお、ニトロプラスにとっては本作が設立後初めてのコンシューマゲーム機ソフト単独開発作品となる。
2013年8月30日、Xbox 360版を元にしたWindows XP/Vista/7/8版が発売された。

## 歴史
- 2000年2月25日発売 Phantom -PHANTOM OF INFERNO-
- 2001年10月26日発売 Phantom -PHANTOM OF INFERNO- DVD-PG限定版
- 2002年2月22日発売 Phantom -PHANTOM OF INFERNO- DVD-PG通常版
- 2002年7月12日発売 Phantom -PHANTOM OF INFERNO- PC廉価版
- 2003年5月22日発売 Phantom -PHANTOM OF INFERNO- PS2版
- 2003年7月25日発売 Phantom -PHANTOM OF INFERNO- メディ倫対応版
- 2004年9月17日発売 Phantom INTEGRATION PCリニューアル版
- 2009年4月24日発売 Nitro The Best! Vol.1 Phantom INTEGRATION 2004年発売の物と同内容の廉価版
- 2012年10月25日発売 Phantom -PHANTOM OF INFERNO- Xbox 360版
- 2013年8月30日発売 Phantom -PHANTOM OF INFERNO- Windows XP/Vista/7/8版

## ストーリー
合衆国全土を震撼させた、マフィア幹部連続殺害事件。実行犯と目される謎の暗殺者「ファントム」は、現場に一切の物証を残さないためにその犯人像を特定できず、事件解決の目処は一向に立たずにいた。そんな中、観光で一人アメリカを訪れた日本人の少年が、とある事件を偶然目撃したために拉致されてしまう。目覚めると、目の前にアインと名乗る一人の少女がいた。少年は彼女から殺し屋となるよう告げられる。それまでの記憶を消され、ファントムのもとで数々の暗殺術を学ぶうちに、いつしか少年は組織最強の暗殺者にまで成長していく。陰謀が渦巻く、凶暴で無法な世界に芽生える純愛の行方は何処へ…。

## 登場人物
「声」については DVD-PG版・PS2版 / OVA / テレビアニメ・Xbox 360版 の順とする。なお、オリジナル版および『INTEGRATION』には声はついていない。
ツヴァイ / 吾妻 玲二（あづま れいじ）
声：岡野浩介 / 櫻井孝宏 / 入野自由
主人公。日本人の少年で、大学受験の合格祝いでやってきたLAでアインによる新聞記者殺害を目撃したことから、秘密結社・インフェルノに拉致される。アインによって処刑されかかるも、生命の危機に優秀な殺人者としての能力を見せたことがサイスの目に留まり、暗殺者となるべくアインから数々の訓練を受けることとなる。任務遂行の障害とならないよう、本名を始め過去の記憶は一切消されている。ツヴァイはドイツ語で"2"の意。
のちにクロウディアから返却されたパスポートをきっかけに全ての記憶を取り戻し、対照的に情緒不安定になっていくアインに「エレン」という名前を与え、殺人術の師である彼女を支えるパートナーとなる。アイン失踪後ファントムの称号を受け継ぐ。
使用銃器：ベレッタM92FS、SIG SAUER P226、H&K USP、ブレイザーR93タクティカル他
アイン / エレン / 吾妻 江蓮（あづま えれん）
声：南央美 / 同左 / 高垣彩陽
インフェルノのトップスナイパー・ファントムの称号を持つ少女で、攻略対象ヒロイン。与えられた指示に一切の感情を差し挟むことなく従う。サイス=マスターの命を受け、ツヴァイに暗殺者としての技術を教え込む。アインはドイツ語で"1"の意。クロウディアの謀略によりサイスが失脚したためインフェルノから狙われる。重傷を負いアジトに戻ってきたところをツヴァイに救われ、「エレン（win版では変更可能）」の名を与えられる。その後、玲二とともに組織を逃げ出そうとするも失敗し、再びサイスに囚われることになる。
後にソビエト連邦の崩壊の余波を受けて混乱状態にあったモンゴルから人攫いによって中国の香港へ連れて行かれ、サイスに買われたらしいことが明らかになる。また、シナリオによっては日本では「吾妻 江漣」の名で玲二の妹として振舞う。
暗殺者として圧倒的な戦闘能力を有しているが、実は精神面は常人よりも遥かに脆弱であり、サイスの命令が無ければ自らの意志で人を殺すことが出来ないという弱点があったのだが、後に玲二を守りたいという強い想いによってその弱点を克服する。
ベストエンドでは玲二と共にモンゴルへと帰国するも手がかりはそこで完全に途絶えてしまう。しかし、モンゴル人の青年から聞かされた言葉によって自分が何者であるかに囚われる必要性の無意味さを悟り、これからをエレンとして生きることを決める。ルートによってはキャルとの二者択一で死亡してしまう事もある。
小説版では篠倉学園で起きたツァーレンシュヴェスタンとの銃撃戦を、玲二とキャルと共に潜り抜ける。
使用銃器：コルトパイソン、H&K SOCOM、オートマグ他
キャル・ディヴェンス / ドライ
声：こおろぎさとみ / 登場せず / 沢城みゆき
L.A.のスラム街に住む白人の家出少女。攻略対象ヒロイン。虐待する父から逃げ出し、黒人の娼婦と「姉妹」として同居していたが、何者かによるインフェルノの麻薬取引襲撃の巻添えで死亡したため、現場を訪れたツヴァイの元に押しかけることになる。このとき、現場に残されていた取引代金の500万ドルを持ち逃げしているため、ワイズメルの目を引くことになる。ツヴァイはワイズメルから保護するため、「暗殺者見習い」として匿うが、実際に天才的な銃の才能があることが発覚し、彼を困惑させる。劣悪な環境の中でしたたかに生きてきたが、根は素直で無邪気で、保護者のツヴァイを一途に慕う。物事の性質を本能的に悟る特技がある。またハンバーガー好きの描写もある。アクション映画に目がなく、登場人物のまねをして完璧なガンアクションを行う。
後に玲二に恋心を抱くものの、サイスの陰謀によって玲二と引き離され、玲二が自分を捨てたと思い込まされてしまい、玲二に対して激しい憎悪を抱くようになる。その憎悪を糧にしてインフェルノに入り、3代目ファントム「ドライ」となる。性格は冷酷かつ凶暴となり、異常なまでの執着心をもって失踪した二人の元ファントム、玲二とエレンを付け狙う。ドライはドイツ語で"3"の意。オルゴールのついた懐中時計を持ち歩き、追い詰められた敵に決闘を申し込む。
ゲーム版ではエレンとは二者択一でどちらかが死んでしまうが、小説版では共に生き残り、ツァーレンシュヴェスタンの猛攻を玲二、エレンと共に退け、リズィと共にアメリカに帰国する。
使用銃器：S&W M5906（二挺拳銃）、ステアーAUG、他
藤枝 美緒（ふじえだ みお）
声：麻見順子/ 登場せず / 小清水亜美
ミッション系の学校・篠倉学園に通う生徒。攻略対象ヒロイン。しとやかで心優しく争いごとを好まないが、彼女自身も知らない出生の秘密によって予期せぬ事態に巻き込まれることになる。実は梧桐の妹（彼女自身は貿易商の叔父だと思っている）。ファントムを誘い出す餌としてドライに拉致されるも、ひるまない強さを見せ、ドライをいらだたせ、彼女に手酷い仕打ちを受ける。
クロウディア・マッキェネン
声：井上喜久子 / 同左 / 久川綾
インフェルノ幹部。若くして組織の上層部に昇りつめた美女。攻略対象ヒロイン。傘下に組織を抱える他の幹部と異なり、組織を持たない中立的な存在。穏やかな物腰とは裏腹に強大な野心を秘めている。強固な関係を築くために自分の肉体を差出すことも厭わない。かって弟ロメロの率いるギャング団に加わっていたが、ワイズメルに潰された経緯がある。リズィとはこのとき以来の関係。サイス、ワイズメルを追い落とし、梧桐組と組んで組織の実権を握ろうと図る。愛車はフェラーリ F40。
使用銃器：AMTバックアップ
サイス=マスター
声：成田剣 / 中田和宏 / 千葉一伸
インフェルノ幹部で、クロウディアの部下。東独出身で旧KGBにもコネを持つ洗脳の専門家。アインを育て上げた師であり、常に陰謀を画策する。名銃の熱狂的コレクターでもある。銃器とともにアインを「手入れ」するフェティッシュな面もある。クロウディア失脚を目論むも、逆に謀られ、アインとともに失踪する。のちにクロウディアの失脚と入れ替わりに組織に復帰し、ドライを再教育し、フィア（「4」）からノイン（「9」）までのファントムの後継となる少女たち、ツァーレンシュヴェスタン（ドイツ語で「数の姉妹たち」の意）を育てる。
使用銃器：ルガーP08
リズィ・ガーランド
声：折笠愛 / 同左 / 渡辺明乃
インフェルノ幹部で、クロウディアの親友にしてボディガードを務める黒人女性。勝気で男勝りだが、実直かつ情にもろい性格。当初ファントムを嫌っていたが、共に戦ううちツヴァイを信頼するようになり、友人となる。クロウディア失脚後も組織に残り、のちにドライのお目付け役として来日。
使用銃器：AMTハードボーラー
レイモンド・マグワイア
声：山崎たくみ / 速水奨 / 千葉進歩
インフェルノ幹部。コロンビアの麻薬王。
アイザック・ワイズメル
声：二又一成 / 辻親八 / 石川英郎
インフェルノ幹部。ストリートギャング・ブラディーズの頭目。のちにクロウディアの罠に嵌り、殺害される。
梧桐 大輔（ごどう だいすけ）
声：大塚明夫 / 登場せず / 志村知幸
日本の広域暴力団・梧桐組の若頭。インフェルノと手を結び、組の海外進出をもくろむ。
使用銃器：ベレッタM93R
志賀 透（しが とおる）
声：うえだゆうじ / 登場せず / 保志総一朗
梧桐の舎弟。冷静沈着で、知謀に長ける青年だが、正反対の性格の梧桐に心酔している。後に暗殺された梧桐の後継として若頭となり、対立する大陸系マフィアに対抗するためファントム・ドライを来日させるも、その後先考えない行動に頭を抱える。
使用銃器：H&K P7M13
窪田 早苗（くぼた さなえ）
声：本井えみ / 登場せず / 水橋かおり
美緒の親友。篠倉学園生徒。引っ込み思案な美緒の後押しをするが、たまに余計なお世話になることもある。
ナレーション
声：荻原秀樹 / なし / なし

## スタッフ
- プロデューサー：でじたろう
- 企画・シナリオ・監督：虚淵玄
- 原画：矢野口君
- 音楽：ZIZZ STUDIO、CHOIR

## 引用された映画作品
この作品には、有名な映画を彷彿とさせる場面やシチュエーションが数多く含まれており、中にはそのままの形で引用しているものもある。虚淵玄は雑誌のインタビューでこれらの作品名を挙げ、オマージュであると語っている。
- 『狼/男たちの挽歌・最終章』
- 『ニキータ』
- 『レオン』
- 『タクシードライバー』
- 『夕陽のガンマン』

## 開発と発売
当初は「幽霊もの」だったが、のちに「暗殺者」を主人公にした企画に変更される。関連書籍「Phantom PHANTOM OF INFERNO Perfect Graphics」によれば、本作自体は1996年にLeafから発売された『痕』の特異性（本作同様当時のアダルトゲームの流行ではなく、シナリオの方向性で完成されている点）に影響を受けている。
開発は売れるかどうかも分からない状況で行われ、昼間は受託の仕事、夕方から本作品の開発という状態が1年半続いた。プロモーションも手探りで、美少女ゲームのユーザーが情報を集める手段を探した結果、銃の雑誌に広告を出すこととなる。
ゲーム中の効果音はフリーの素材を加工して使っている。また、ロスでのロケハンはしておらず、あくまで「日本人から見たロサンゼルス」ということらしい。作中に登場するフェラーリF40だが、実はロスなどで販売されている北米仕様ではなく、ヨーロッパ仕様のもの。北米仕様ではフロントバンパーに黒いラバーが貼ってあり見栄えが悪いという理由で、ヨーロッパ仕様を登場させたとのこと。また、フェラーリF40のエンジン音はさまざまな車のエンジン音を合成して作成されており、実車の音は使用されていない。
シナリオライターによると、社長の許可を得て好き勝手に書きゲームを出したが全く売れず、社長は頭を抱えシナリオライターは首を覚悟したという。この不振は、同社が元々一般向けのソフトウェア制作会社であり、18禁ゲームに関するノウハウやマーケティング戦略をほとんど持っていない事が原因であった。初期のスタッフは「今思えば、美少女ゲームの広告に"テキスト量は原稿用紙1000枚以上"や"銃器を3Dモデリングで再現"などとキャッチコピーを付けていたのは勘違いで的はずれな事だったが、当時はそれが格好良いと思っていた」と後に語っている。また、発売当初ニトロプラスがソフ倫に加盟しておらず、販買経路が限られた事も一因とされる。客層が被らないように思われるGun誌などのミリタリー系雑誌に本作の広告が掲載されていた時期もあった。後にアームズマガジンなどでは本作の武器特集が組まれる事となる。
発売日には体験版を無料で配ったが、無名すぎてほとんど貰ってもらえなかったという（ジョイまっくす談）。
DVD-PG版のCMは、ユーザー層が近いとされるテレビアニメ『ノワール』の宣伝枠で流された。なお、同作品と本作品は、設定やキャラクター、雰囲気に似ている部分があることを指摘されている。

## 評価
目標の2万本に対し受注は2千本で、初週で売上の70%が決まるとされる美少女ゲーム界においては「うなだれるしか無い数字」だったが、パソコン通信サービス「ニフティサーブ」や、出来たばかりの巨大掲示板群「2ちゃんねる」などネットで話題を集め、2万本近くを販売した。その後も小説、PS2、OVA、テレビアニメと他媒体にも広がっていった。DVD-VIDEO GAME版は2万8千本のヒットとなった。シリーズ累計では15万本を販売している（2009年1月現在）。
芥川賞作家の長嶋有は、本作のシナリオを「志は大いに感じました」「(フェラーリ・F40に)あたかも試乗しているような臨場感があり、とても感情移入させられた」と評価している。

## 影響
発売の前年にコミックマーケットにおいても体験版を配布しているが（内容は製品版と異なる）、この体験版を受取った中に『ブラック・ラグーン』の作者広江礼威がおり、その内容に興味を持ったことから、2008年に同作品のノベライズを本作品のシナリオライター虚淵玄が担当することになった。

## アニメ
- Phantom -PHANTOM THE ANIMATION-
  - ケイエスエスから発売されたOVA。全3巻。
    - 第1話 『暗殺者』 2004年2月27日発売
    - 第2話 『想い』 2004年6月25日発売
    - 第3話 『炎』 2004年11月26日発売
- Phantom 〜Requiem for the Phantom〜
  - 2009年4月から9月まで放送されたテレビアニメ。
    - 監督：真下耕一
    - シリーズ構成：黒田洋介

## 関連商品

### 音楽CD
- THE ALTERNATE PHANTOM
  - 2004年11月27日発売 DIGITURBO
- PS2版ファントム オリジナルサウンドトラック
  - 2003年8月8日発売 DIGITURBO
- PS2版ファントム マキシシングルCD 「SILENCE」
  - 2003年8月8日発売 DIGITURBO

### 書籍
- Phantom PHANTOM OF INFERNO Perfect Graphics
  - 2001年11月10日発売、晋遊舎刊、ISBN 4-88380-231-0 定価2800（税別）
- Phantom 〜Phantom of lnferno〜 オフィシャルガイド 「Memories of Assassin」
  - 2003年7月7日発売、角川書店刊、ISBN 4-04-707119-6 定価1600（税別）
- 小説版 ファントム
  - ファントム 〜アイン〜 2002年5月31日発売、角川スニーカー文庫、ISBN 4-04-427801-6 定価600（税別）
  - ファントム 〜ツヴァイ〜 2002年11月30日発売、角川スニーカー文庫、ISBN 4-04-427802-4 定価514（税別）

### カードゲーム
Lycee
シルバーブリッツのトレーディングカードゲーム、Lyceeに参戦している。収録エキスパンションは、Nitoroplus1.0など。

### 客演作品
ニトロ+ロワイヤル -ヒロインズデュエル-
アインがプレイアブルキャラクターとして登場。声はDVD版の南央美が担当。
ニトロプラス ブラスターズ -ヒロインズ インフィニット デュエル-
アインがプレイアブルキャラクターとして登場。声はアニメ版の高垣彩陽が担当。